# 托尔斯滕·埃克布雷特
托尔斯滕·埃克布雷特（德語：Torsten Eckbrett，1984年4月13日—），德国男子皮划艇运动员。他曾代表德国参加2008年夏季奥林匹克运动会皮划艇比赛，获得男子四人皮艇1000米铜牌。